# Plouguin
Plouguin (bretonisch Plougin) ist eine französische Gemeinde mit 2236 Einwohnern (Stand 1. Januar 2022) im Département Finistère in der Region Bretagne. Sie gehört zum Arrondissement Brest und zur Communauté de communes du Pays des Abers.
Der Name leitet sich von den bretonischen Wörtern ploe (Gemeinde) und ken (schön) ab. Andere Quellen führen die zweite Silbe auf die Heilige Gwen zurück.
2004 wurde im Nordwesten der Gemeinde ein Windpark mit fünf Windkraftanlagen errichtet, die pro Jahr mehr als 27 Millionen kWh elektrischer Energie liefern.
Am 21. Dezember 2008 ist die Gemeinde der Charta Ya d’ar brezhoneg zur Förderung der bretonischen Sprache beigetreten.

## Geographie
Plouguin liegt 15 Kilometer nordwestlich von Brest, rund sieben Kilometer vom Ärmelkanal entfernt. Die Gemeinde wird in nordsüdlicher Richtung vom Fluss Garo durchquert, der viele Mühlen antreibt. Im Norden wird Plouguin vom Aber Benoît begrenzt. Die höchste Erhebung im Gemeindegebiet beträgt 82 m.

## Geschichte
Zu den Varianten des Gemeindenamens gehören Ploueguen (1173), Ploeken (ca. 1330), Ploeguin (1371), Ploeguen (1481) und Ploueguen (1544).

### Bevölkerungsentwicklung
| Jahr                       | 1962 | 1968 | 1975 | 1982 | 1990 | 1999 | 2007 | 2020 |
| Einwohner                  | 1549 | 1418 | 1373 | 1920 | 2060 | 1955 | 2050 | 2173 |
| Quellen: Cassini und INSEE |      |      |      |      |      |      |      |      |

## Sehenswürdigkeiten
- Kirche Saint-Pierre (17. Jahrhundert)
- Kapelle Saint-Majan in Loc-Majan (1771)
- Herrenhaus Keroulidic (15. Jahrhundert)
- Herrenhaus Kerberec (16. Jahrhundert)
- Herrenhaus Lesven
- Menhir von Lannoulouarn
- Menhir von Kervignen-Bras

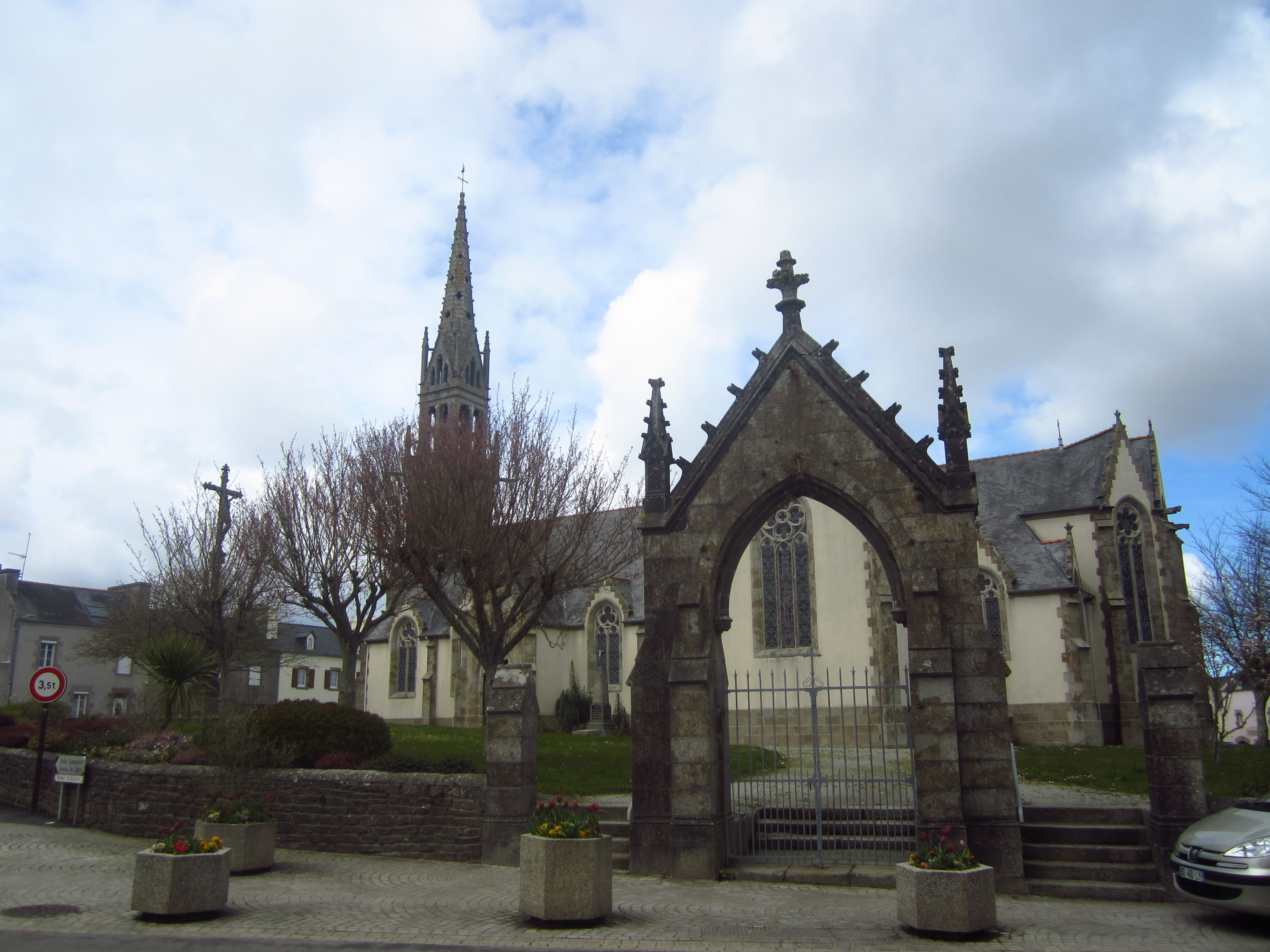
Kirche Saint-Pierre
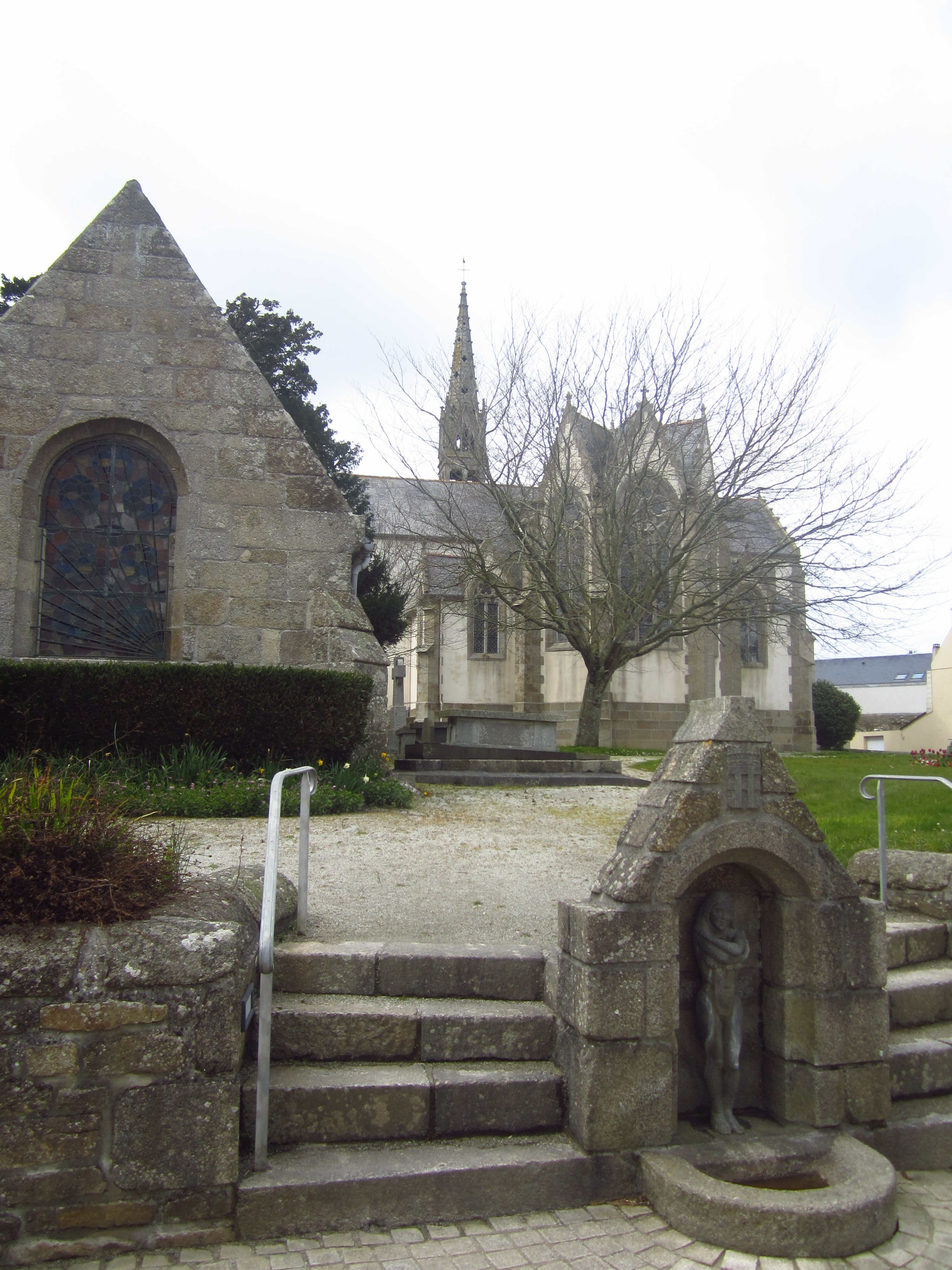
Kapelle Saint-Herbot
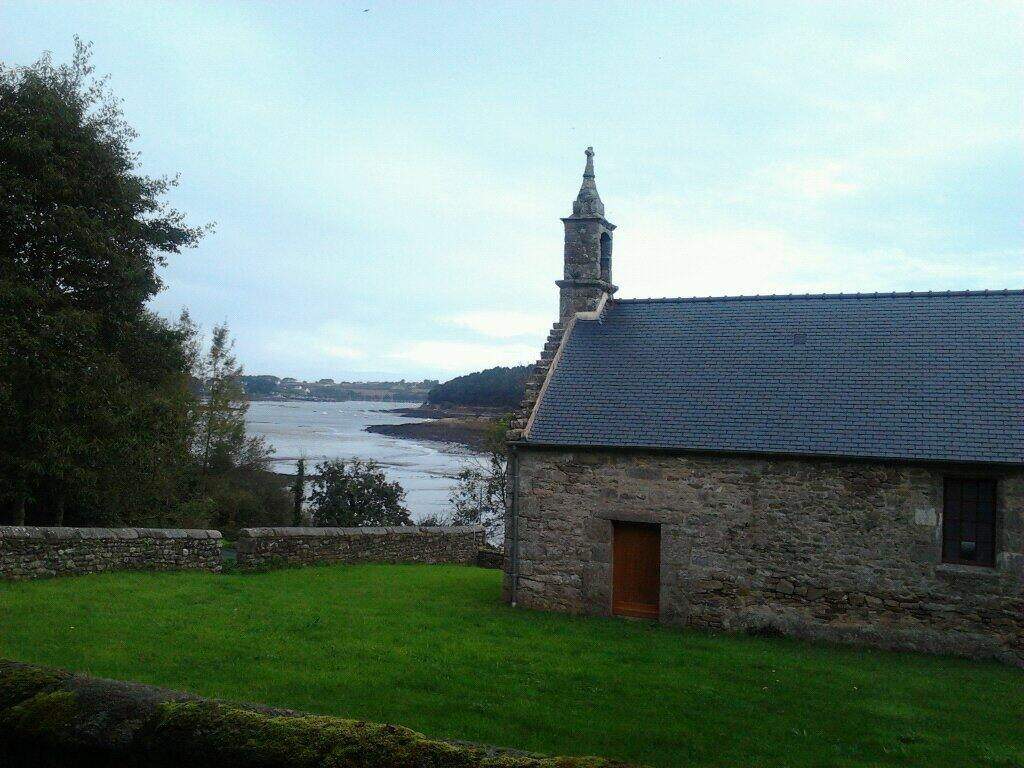
Kapelle Saint-Majan
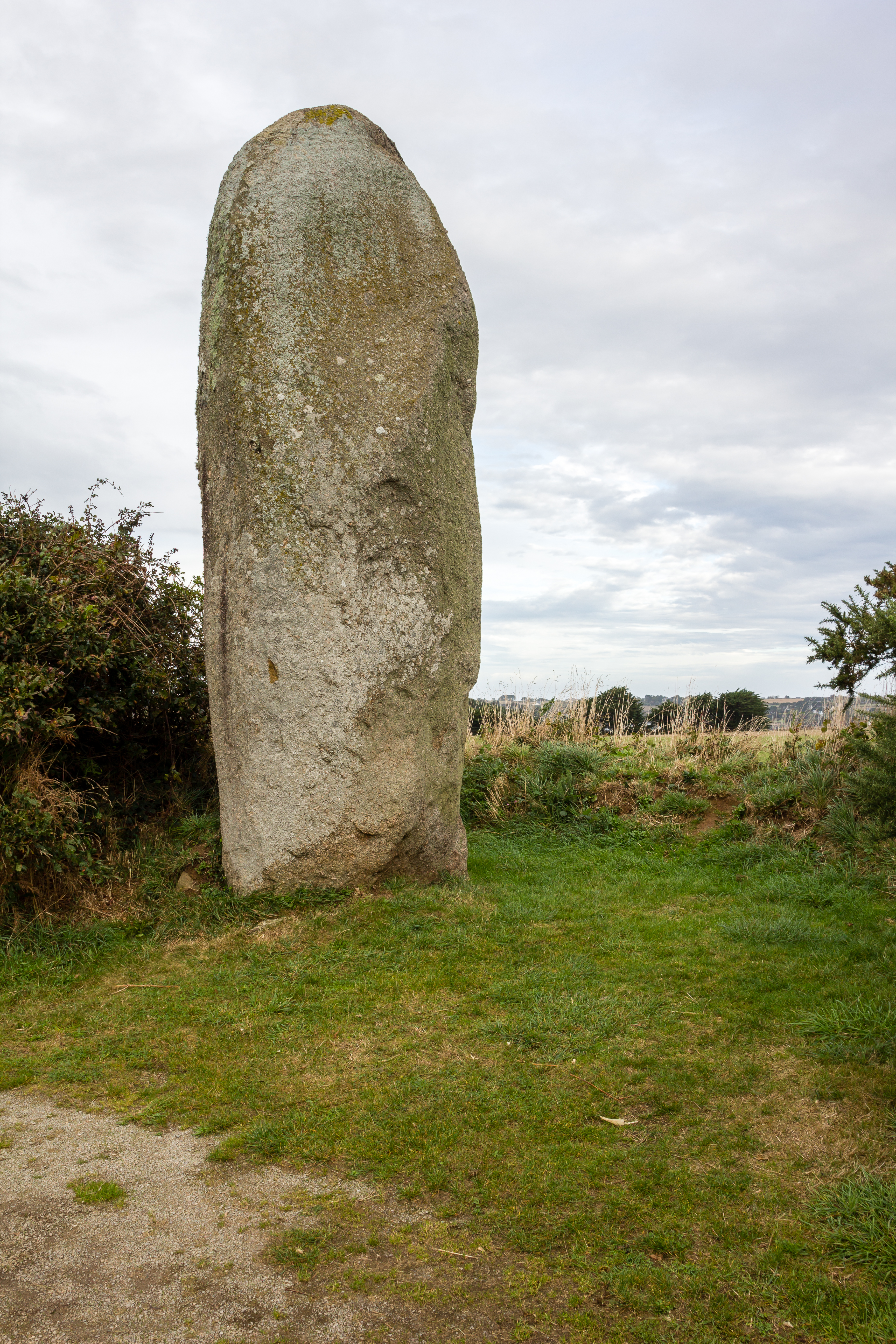
Menhir von Lannoulouarn
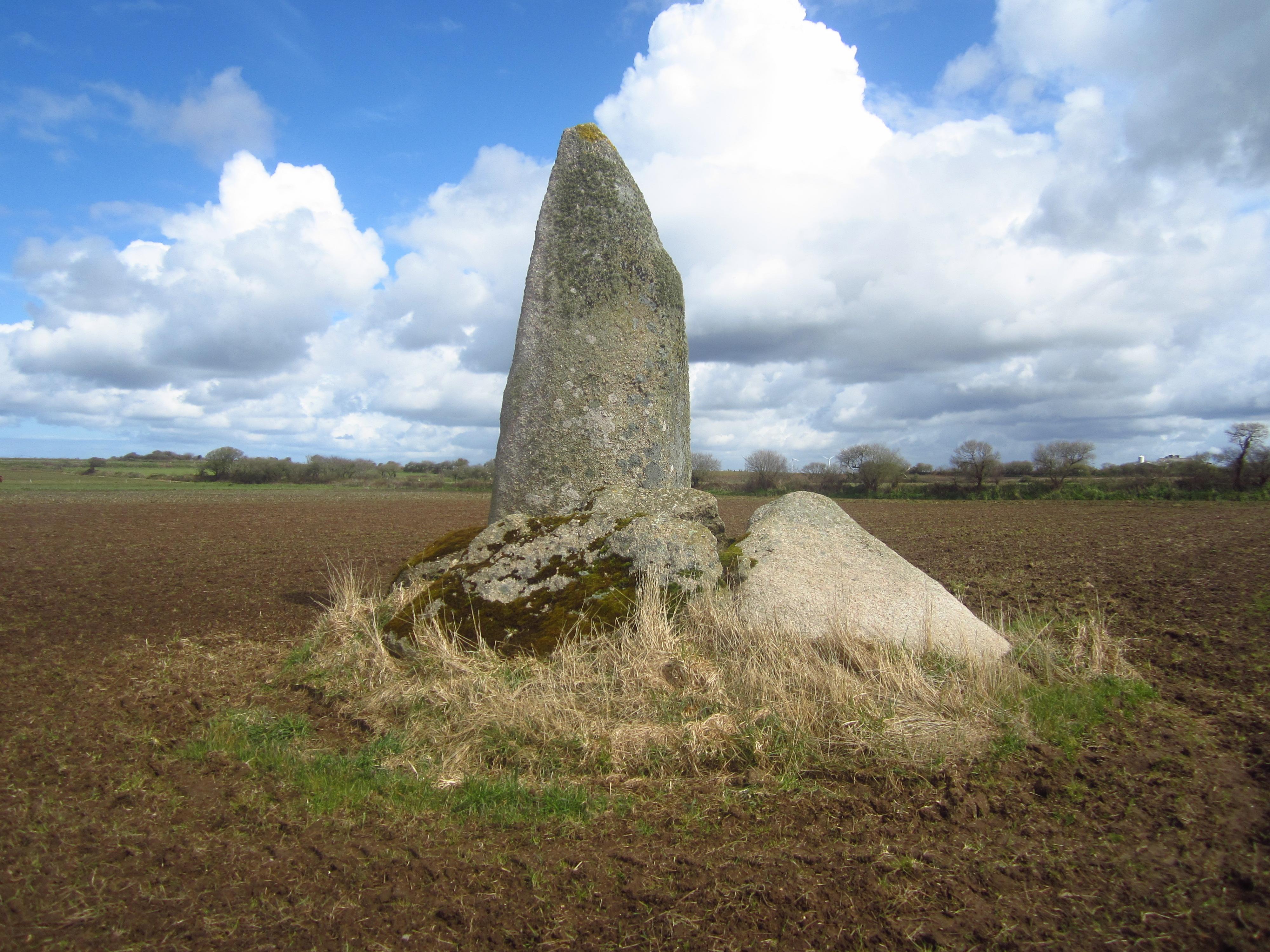
Menhir von Kervignen-Bras